# Arrondissement de Dagoudane
L'arrondissement de Dagoudane (ou Pikine-Dagoudane) est l'un des arrondissements du Sénégal. Il est situé au sud-ouest du département de Pikine, dans la région de Dakar.
Il compte 7 communes d'arrondissement :
| Commune d'Arrondissement | Population (2009) | Superficie km2 |
| ------------------------ | ----------------- | -------------- |
| Dalifort                 | 23 766            | 3,1            |
| Djidah Thiaroye Kaw      | 107 844           | 1,9            |
| Guinaw Rail Nord         | 35 885            | 0,7            |
| Guinaw Rail Sud          | 45 742            | 1,3            |
| Pikine Est               | 37 251            | 1              |
| Pikine Nord              | 44 172            | 1,2            |
| Pikine Ouest             | 52 699            | 6,1            |
| Total                    | 347 359           | 15,3           |

En 2002, l'arrondissement comptait 291 772 personnes, 22 385 concessions et 36 655 ménages. 
Son chef-lieu est Dagoudane.